# نبردناو امپراتور نیکلای اول
نبردناو امپراتور نیکلای اول (به انگلیسی: Russian battleship Imperator Nikolai I) یک کشتی بود که طول آن ۳۴۶ فوت ۶ اینچ (۱۰۵٫۶۱ متر) بود. این کشتی در سال ۱۸۸۹ ساخته شد.